# Edward Lockspeiser
Edward Lockspeiser est un musicologue, compositeur, journaliste et critique musical anglais né le 21 mai 1905 à Londres et mort le 3 février 1973 à Alfriston (Sussex).

## Biographie
Il s'est spécialisé dans la vie et l'œuvre du compositeur français Claude Debussy et était considéré comme l'un des seuls auteurs anglais faisant autorité dans le domaine de la musique classique française. Lockspeiser a fait ses études au Conservatoire national supérieur de musique de Paris entre 1922 et 1926 et a suivi les cours d'Alexandre Tansman et de Nadia Boulanger. Il a aussi étudié au Royal College of Music de Londres et y a suivi les cours de Charles Herbert Kitson et de Malcolm Sargent. Il a été élu membre de l'Académie des beaux-arts en 1948, en tant que spécialiste de la musique française.
Les écrits de Lockspeiser sur Debussy comptent une biographie en deux volumes, intitulée  Debussy: His Life and Mind, éditée en 1962 et en 1965. Ces deux volumes représentent le résultat de trente ans de recherche sur la personnalité et la vie du compositeur français. Selon le critique Mark DeVoto, du Boston Musical Intelligencer, cet ouvrage représente "un travail de référence en termes de biographie, enrichi par une analyse exhaustive du milieu culturel de Debussy, ainsi que de ses influences littéraires et artistiques". Lockspeiser a aussi rédigé l'article sur Debussy du New grove dictionary of music and musicians, ainsi que les articles sur Debussy, Felix Mendelssohn et Sergei Diaghilev de l'Encyclopaedia Britannica, et de nombreux articles dans Gramophone, Music and letters, The listener et The musical times. Il a été lecteur à l'Université de Londres entre 1966 et 1971, puis par la suite, lecteur au Collège de France.
Lockspeiser est devenu critique musical pour le Yorkshire Post en 1936. Avant cela, il se concentrait sur la composition et la conduction d'orchestre, en particulier pour le Toynbee Hall Orchestra en 1934. Il a travaillé pour la BBC entre 1941 et 1950. Une des œuvres qu'il a contribué à faire connaître à cette période est la Sinfonietta de Francis Poulenc. Après avoir quitté la BBC, il s'est concentré sur l'enseignement et le journalisme musical. Il insistait dans son enseignement sur la nécessité de comprendre le milieu social et les influences esthétiques d'un compositeur pour gagner une meilleure compréhension de ses œuvres musicales. Au cours de ses derniers enseignements, il notait aussi l'importance de la compréhension des arts plastiques qui pouvaient avoir influencé le compositeur.
Sa femme Eleanore a dit que « l'art était la seule chose importante dans notre foyer ». Leur fille, la sculptrice Mary Frank (en), considère qu'"elle a été élevée pour devenir une artiste". Lockspeiser a écrit certaines musiques de films à la fin de sa carrière, mais ses principales compositions datent des années vingt. Un seul de ces travaux a été publié (Deux mélodies, Paris, 1926). Sa grande bibliothèque personnelle a été léguée après sa mort à l'Université de Lancaster.

## Publications
- Debussy, Tchaïkovsky et Mme von Meck, Paris, La Revue musicale, 1935.
- Berlioz, Biographies of great musicians, 1939.
- A new history of music, the Middle Ages to Mozart, New York, Mac Millan Compagny, 1943.
- Tchaïkovsky, a symposium, Londres, Lindsay Drummond , 1945.
- Bizet, Biographies of great musicians, 1951.
- Lettres inédites de Claude Debussy à André Caplet, avec André Schaeffner, Monaco, Éditions du Rocher, 1957.
- The literary clef, an anthology of letters and writings by French composers, Londres, Calder , 1958.
- Debussy et Edgar Poe : manuscrits et documents inédits, avec André Schaeffner, Monaco, Rocher, 1961.
- Debussy, The Master Musicians, Paris, éditions du CNRS, 1965.
- Berlioz in perspective, Londres, the Arts Council , 1969.
- Music and painting, a study in comparative ideas from Turner to Schoenberg, Londres, Cassel , 1973.
- French art and music since 1500, avec Anthony Blunt, 1974.
- Debussy, his life and mind, Volume 1, Paris, Fayard, 1980.
- Debussy, his life and mind, Volume 2, Paris, Fayard, 1980.
- Edward Lockspeiser (trad. de l'anglais par Léo Dilé), Debussy, sa vie et sa pensée, suivi de l'analyse de l'œuvre par Harry Halbreich [« Debussy, his Life and Mind »], Paris, Fayard, coll. « Bibliothèque des grands musiciens », 1980 (1965 (en)), 823 p. (ISBN 2-213-00921-X, OCLC 299376342, BNF 34675767)
- Fortune de Francis Poulenc : diffusion, interprétation, réception, avec Hervé Lacombe et Nicolas Southon, Rennes, Presses universitaires de Rennes, 2016.